# Jürgen Kannacher

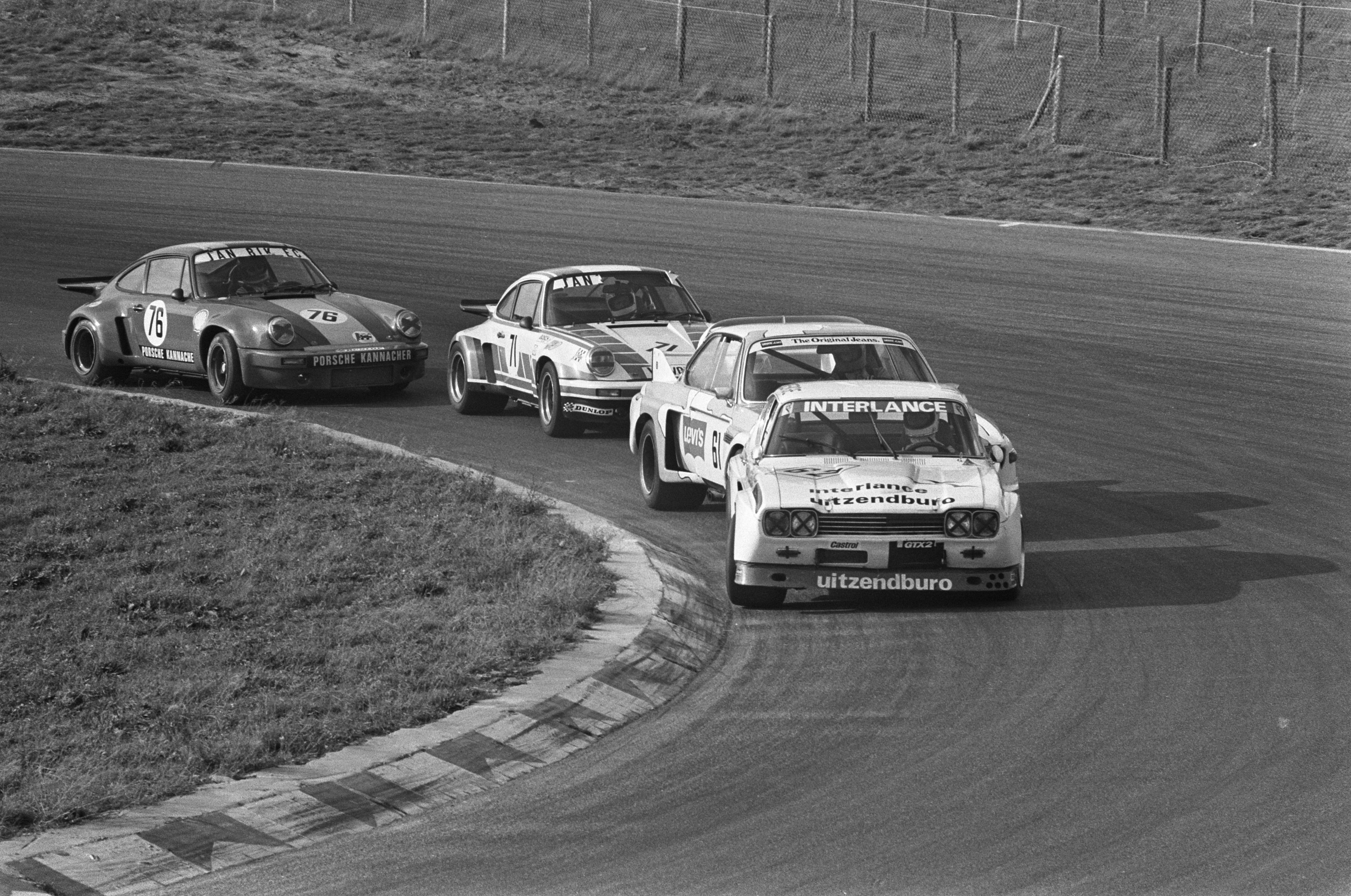
Jürgen Kannacher im Porsche Carrera RSR (Startnummer 76) 1975 in Zandvoort

Jürgen Kannacher (* 7. April 1945; † 25. März 2019) war ein deutscher Unternehmer und Automobilrennfahrer.

## Karriere
Jürgen Kannacher startete seine Rennfahrerkarriere 1972 im Tourenwagensport. In dem Jahr fuhr er mit einem Porsche 911 T in der Europameisterschaft für GT-Fahrzeuge und dem Deutschen Automobil-Rundstrecken-Pokal (DARM). In der DARM konnte er 1972 in Zandvoort seinen ersten Gesamtsieg herausfahren.
Von 1974 bis 1976 nahm er mit Porsche 911 Carrera RS/RSR und Porsche 934 an verschiedenen Rennen in der DARM, der niederländischen Tourenwagenmeisterschaft und weiteren GT-Rennen teil und konnte drei Siege und mehrere weitere Podestplätze erringen.
Kannacher fuhr ab 1974 bis 1977 einige Rennen in der 1. Division der Deutschen Rennsport-Meisterschaft (DRM). Dort setzte er wie in der DARM Porsche-Rennwagen jedoch mit mäßigem Erfolg ein. Seine beste Saison mit Porsche war 1977, bei der er einen Porsche 935 pilotierte.
1980 und 1981 wechselte er auf einen BMW M1, mit dem er in der 1. Division der DRM fuhr. Ab 1982, mit der DRM-Reglementsänderung für Gruppe-C-Rennfahrzeuge, setzte er einen URD C81 ein. In dem Jahr erreichte er mit dem 9. DRM-Saisonplatz seinen größten Motorsporterfolg. 1983 fuhr er seine letzte Rennsaison in der DRM. Nach dem Supercup-Rennen in Hockenheim mit einem Strandell 85 beendete er 1986 seine Rennfahrerkarriere.
Kannacher startete außerdem in zwei Langstreckenrennen, beim 1000-km-Rennen auf dem Nürburgring 1975 mit Jürgen Konrad in einem Porsche 911 Carrera RSR und beim 1000-km-Rennen von Spa-Francorchamps 1983 zusammen mit Walter Lechner und Wolfgang Boller in einem URD C83. Beide Rennen zur Sportwagen-Weltmeisterschaft konnten er und seine Teamkollegen nicht beenden.
Jürgen Kannacher war Eigentümer eines Speditionsunternehmens in Krefeld.

## Statistik

### Einzelergebnisse in der Sportwagen-Weltmeisterschaft
| Saison | Team             | Rennwagen           | 1   | 2   | 3   | 4   | 5   | 6   | 7   | 8   | 9   |
| ------ | ---------------- | ------------------- | --- | --- | --- | --- | --- | --- | --- | --- | --- |
| 1975   | Jürgen Kannacher | Porsche Carrera RSR | DAY | MUG | DIJ | MON | SPA | PER | NÜR | ZEL | WAT |
| 1975   | Jürgen Kannacher | Porsche Carrera RSR |     |     |     | DNF |     |     |     |     |     |
| 1983   | Kannacher GT     | URD C83             | MON | SIL | NÜR | LEM | SPA | FUJ | KYA |     |     |
| 1983   | Kannacher GT     | URD C83             |     | DNF |     |     |     |     |     |     |     |